# Wilhelm Meyer (Architekt)

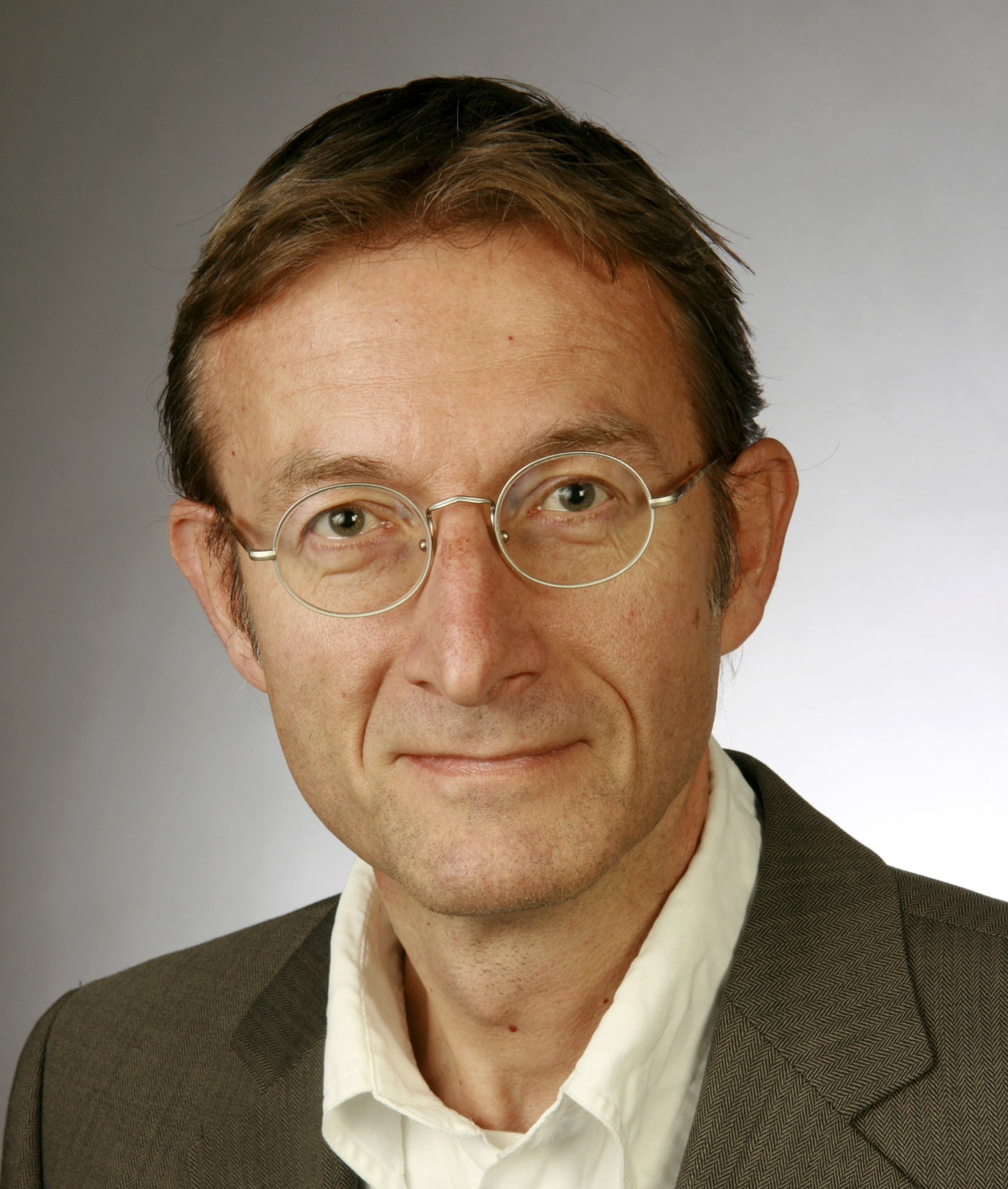
Wilhelm Meyer (2009)

Wilhelm Meyer (* 4. August 1950 in Hannover) ist ein deutscher Architekt, Stadtplaner und Hochschullehrer. Von 1997 bis 2006 war er Inhaber und Partner des Büros SAA Schweger Architekten. Direkt danach gründete er zusammen mit Wolfgang Schneider 2006 die Partnerschaftsgesellschaft ASP Schneider Meyer Partner mbH. Wilhelm Meyer ist 1. Vorsitzender des Vereins zur Förderung der Baukunst in Niedersachsen und 1. Vorsitzender des Vereins der Freunde der Architektur an der Gottfried Wilhelm Leibniz Universität Hannover.

## Leben und Wirken
Wilhelm Meyer schloss sein Architekturstudium 1979 an der Gottfried Wilhelm Leibniz Universität Hannover mit dem akademischen Grad eines Diplom-Ingenieurs ab und wurde wissenschaftlicher Mitarbeiter und Akademischer Rat am Institut für Entwerfen und Architektur.
1987 wurde er von der Universität Hannover als Universitätsprofessor für das Lehrgebiet Einführung in das Entwerfen berufen. Parallel zur Lehrtätigkeit war er als Architekt in Zusammenarbeit mit dem Büro ASP Architekten Schweger und Partner tätig. Er wurde dort 1997 Mitinhaber und Partner. 1993 wurde er in den Bund Deutscher Architekten (BDA) berufen. Von 1999 bis 2003 war er Mitglied im Kollegialkreis der Landeshauptstadt Hannover. Seit 2006 arbeitet Wilhelm Meyer gemeinsam mit Wolfgang Schneider als freier Architekt und Stadtplaner in der Partnerschaftsgesellschaft ASP Architekten Schneider Meyer Partner mbH in Hannover.
Wilhelm Meyer war als Preisrichter in Architekturwettbewerben für wichtige Bauaufgaben tätig. Zahlreiche Bauten und Projekte seiner Büros wurden ausgezeichnet; u. a. 1995 das Kunstmuseum Wolfsburg mit dem Europäischen Stahlbaupreis European Steel Design Award und mit dem BDA Preis Niedersachsen, wie auch 2000 die Schlossküche im Großen Garten in Hannover-Herrenhausen.
Der Main Tower wurde 2001 mit dem Immobilien Award ausgezeichnet, 2011 auf Grund seiner hervorragenden Umweltbilanz mit LEED Gold und 2016 sogar mit LEED Platinum zertifiziert. Das Zentrum für Kunst und Medien (ZKM) in Karlsruhe wurde u. a. vom BDA, dem Stahlbauverband und der Deutschen Bank Bauspar ausgezeichnet.
Meyer ist verheiratet und hat drei Kinder.

## Bauten (Auswahl)
- 1985–1989: Rathaus in Bad Pyrmont
- 1988–1990: Tritower in Hannover

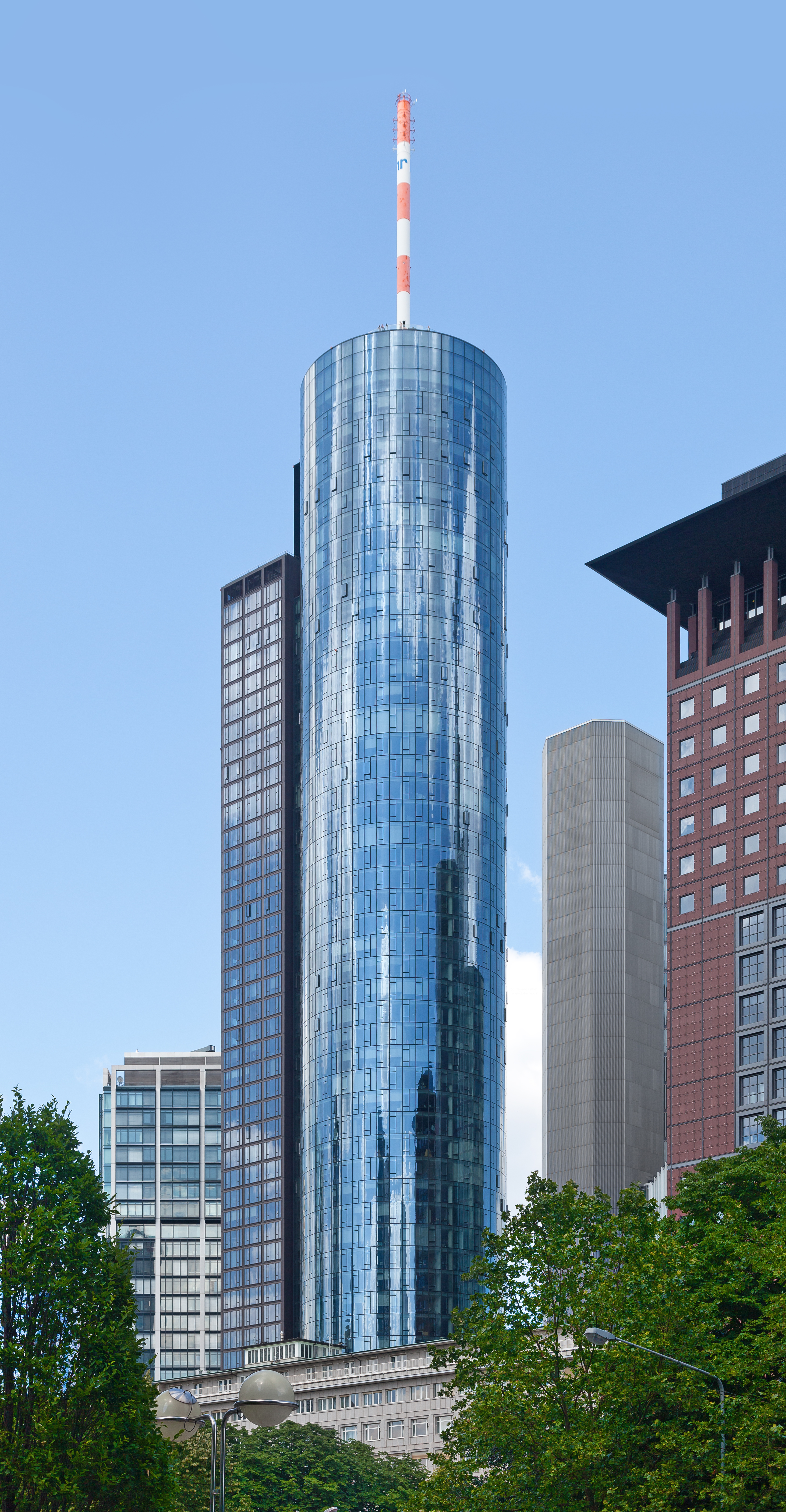
Maintower Frankfurt

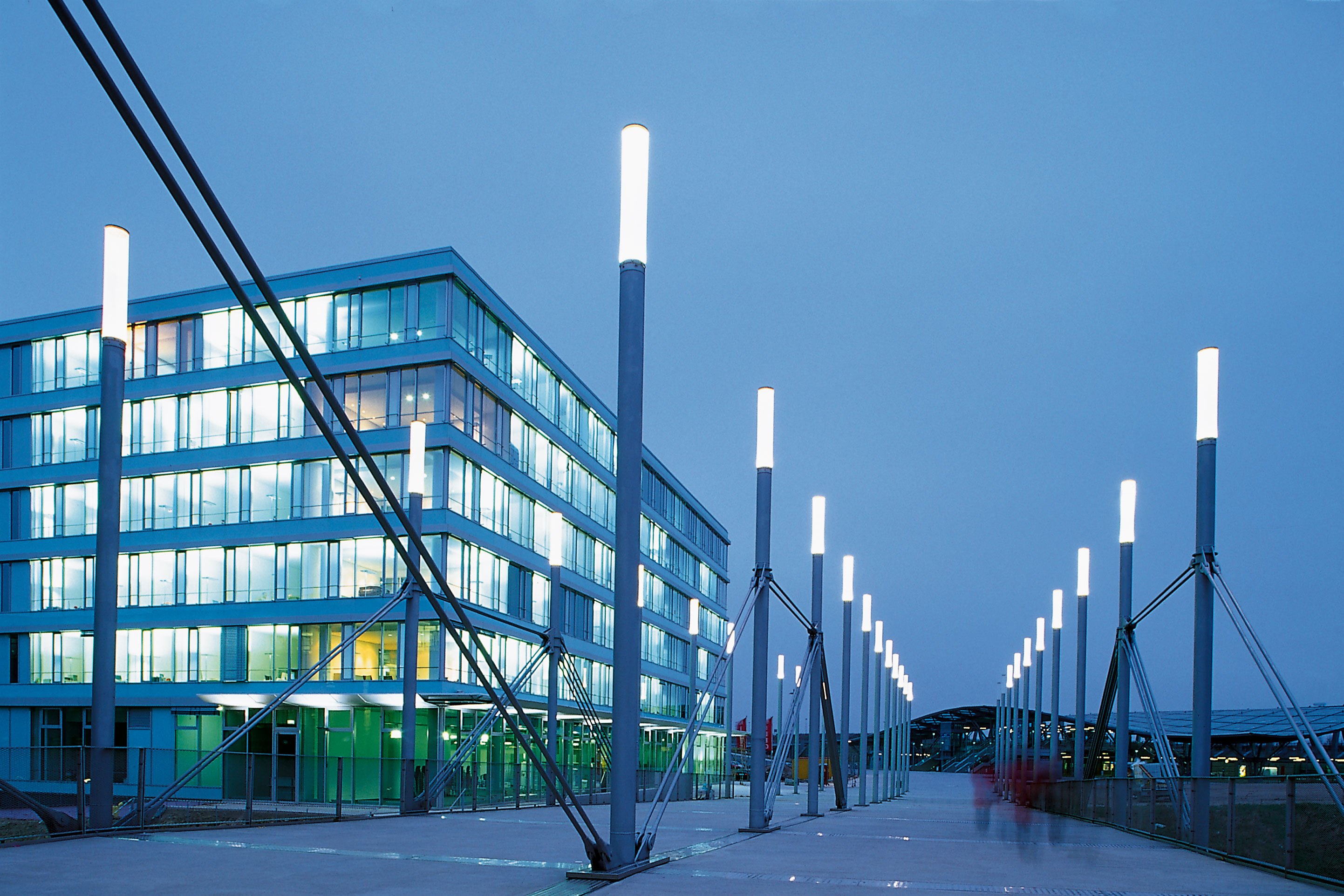
Office Center EXPOPlaza Hannover

- 1989–1994: Sparkassenakademie in Hannover
- 1989–1994: Kunstmuseum Wolfsburg und Rathaus-Erweiterung in Wolfsburg
- 1993–1996: Poseidonhaus in Hamburg
- 1993–1997: Zentrum für Kunst und Medien (ZKM) in Karlsruhe
- 1996–1998: Sitz der Niederlassung Nord des Geschäftsbereichs Netz der Deutsche Bahn AG in Hannover
- 1994–1998: Haus der Deutschen Bauindustrie in Berlin
- 1996–2000: A&T-Hochhaus am Potsdamer Platz in Berlin
- 1991–2000: Main Tower in Frankfurt am Main
- 1997–2000: Museum für Neue Kunst (Sammlermuseum) in Karlsruhe
- 1995–2001: Hochschule für Gestaltung (HfG) in Karlsruhe
- 1999–2000: Masterplan für die Hafencity Hamburg (mit Kees Chrstiaanse / ASTOC)
- 2001–2003: Bürozentrum EXPO Plaza in Hannover
- 2004–2010: Neubauten der VGH-Versicherungsgruppe in Hannover
- 2011–2017: Stadtwohnungen Lessingpark in Wolfsburg
- 2013–2017: Fassadenneugestaltung für das Parkhaus Windmühlenstraße in Hannover
- 2015–2018: Wohnungsbau am Heinrich-Köhler-Hof in Hannover-Vahrenwald
- 2015–2018: Microapartments an der Kopernikusstraße in Hannover-Nordstadt

## Veröffentlichungen (Auswahl)
- Ideen für die Stadt. Meyer (Hrsg.), Schweger, Kahl, Kohne und Schneider. Kohlhammer, Stuttgart 1991, ISBN 978-3-17-009828-2
- Architekturkonzepte der Gegenwart. Meyer (Hrsg.), Schweger und Schneider. Kohlhammer, Stuttgart 1983, ISBN 978-3-17-008115-4
- Architektur der Gegenwart. Meyer (Hrsg.) und Schweger, W. Kohlhammer, Stuttgart 1993, ISBN 978-3-17-011126-4
- Entwerfen für Venedig. Wahrnehmung – Wirkung – Deutung, Beitrag: Venedig, ein didaktisches Konzept. Peter P. Schweger, Katrin Schuh, Verlag Das Beispiel GmbH, Darmstadt 2000, ISBN 978-3-923974-94-8
- Architectural Visions. (Gemalte Projekte). Braun Publishing AG 2010, Salenstein, ISBN 978-3-03768-035-3
- Medienarchitektur an der Kommunikationsachse. Beitrag in der Festschrift des ZKM – Zentrum für Kunst und Medientechnologie, Karlsruhe, Wilhelm Fink Verlag, Paderborn 2014, ISBN 978-3-7705-5853-7
- Produktive Theorie. Architektur, Theorie, Praxis. Margitta Buchert (Hrsg.), Seite 86–89, Hannover, LUH 2018, ISBN 978-3-00-059146-4